# 우주 망원경 과학 연구소
우주 망원경 과학,연구소(영어: Space Telescope Science Institute, STScI)는 허블 우주 망원경과 낸시 그레이스 로먼 우주 망원경의 과학 운영 센터이자 제임스 웹 우주 망원경의 과학 운영 및 임무 운영 센터이다. STScI는 학계에 기반한 과학 센터로 1981년에 설립되었으며, 대학천문연구협회(AURA)가 미국항공우주국(NASA)에 위탁받아 운영한다. STScI 사무처는 메릴랜드 볼티모어 존스홉킨스대학교 홈우드캠퍼스와 로툰다 빌딩에 소재한다.
허블 망원경의 과학 운영을 계속하고 제임스 웹 망원경과 로먼 망원경의 과학 운영을 준비하는 업무 외에도, STScI는 허블과 제임스 웹, 케플러, TESS, 가이아 (우주선), Pan-STARRS 등 현재 진행 중인 임무와 종료된 임무 다수의 데이터를 보관하는 미컬스키우주망원경아카이브(MAST)를 운영하고 있다.
STScI의 활동에 대한 자금은 대부분 NASA의 고더드 우주비행센터와의 계약에서 나오지만, NASA의 에임스 연구 센터와 제트추진연구소, 유럽우주국(ESA)의 지원을 받는 소수의 활동도 있다.
STScI 직원은 과학자(대부분 천문학자와 천체물리학자)와 우주선 엔지니어, 소프트웨어 엔지니어, 데이터 관리자, 교육 및 공공지원 활동 전문가, 행정 및 경영 지원 인력으로 구성되어 있다. 약 100명의 박사 급 연구원이 STScI에서 근무하고 있으며, 이들 중 15명은 허블 우주 망원경 사업에 배치된 ESA 직원이다. 2021년을 기준으로 STScI의 총직원 수는 약 850명이다.
STScI는 NASA와 전 세계의 천문학계를 대신하여 공적으로 임무를 운영한다. 과학 운영 활동은 주로 허블과 제임스 웹의 관측과 지원금의 형태로 천문학계에 기여하지만, MAST를 통해서 기타 NASA 임무와 지상 임무의 데이터를 제공하는 식으로 기여하기도 한다. 지상 시스템 개발 활동은 그러한 서비스를 천문학계에 제공하는 데 필요한 소프트웨어 시스템을 만들고 유지하는 일을 한다. STScI의 공공지원 활동은 플라네타리움과 과학 박물관 같은 일반 대중을 위한 비제도권 교육처나 미디어에 광범위한 리소스를 제공한다. 또한, STScI는 다양한 광학 및 자외선 우주 천체물리학 이슈에 관하여 NASA에 방침을 제공하는 출처 역할을 하기도 한다.
STScI 직원은 해마다 미국천문학회의 반기 학술대회에 참가하거나, 정기적으로 STScI 소식지와 STScI 웹사이트 게시 활동을 하거나, 사용자 커뮤니티와 과학 실무 그룹을 주최하거나, 여러 과학 및 기술 심포지엄과 워크샵을 개최하는 등 여러 경로를 통해 전문적인 천문학 커뮤니티와 상호작용하고 소통한다. 이러한 활동을 통해 STScI는 망원경 사용자 커뮤니티에 정보를 제공할 수 있고, STScI 직원은 NASA와 학계의 요구에 부응하여 운영 시설의 과학적 생산성을 극대화할 수 있다.